# Європейський інвестиційний банк
Європейський інвестиційний банк (ЄІБ) — державна фінансово-кредитна установа Європейського Союзу для фінансування розвитку відсталих європейських регіонів у формі довготермінових кредитів. Штаб-квартира розташована в місті Люксембург.
Створений у 1958 з метою надання кредитів для спорудження та реконструкції об'єктів, які становлять інтерес для країн ЄС та асоційованих держав. Статутний капітал формується із внесків країн-учасниць і на кінець 2012 року був збільшений до 245 млрд. євро.

## Принципи функціонування
За рахунок випуску облігаційних позик на міжнародному грошовому ринку та на національних грошових ринках країн Європейського інвестиційного банку формуються залучені кошти банку. На рентабельні проєкти надають звичайні кредити, на малорентабельні — пільгові. До 70 % припадає на кредити для регіонального розвитку менш розвинутих районів. Загальна сума наданих кредитів — понад 47 млрд євро. Позики банку покривають частину вартості проєкту, доповнюючи власні капітали позичальника (як правило менше 50 %). Сфери використання кредитів — передусім енергетика, транспорт і телекомунікації. Європейський інвестиційний банк надає також пільгові кредити за рахунок засобів ЄС як технічний розпорядник. Кредити банку надаються в кількох валютах. Відсоткова ставка по «змішаних» кредитах визначається на базі середньозваженої вартості в залучених коштах у даних валютах на міжнародних або національних ринках капіталів.
Керівні органи Європейського інвестиційного банку — Рада керуючих, Директорат і Правління. До Ради керуючих входять міністри фінансів країн ЄС. Вона визначає загальну кредитну політику, розглядає і затверджує річні баланси, вносить зміни до статутного капіталу. Директорат приймає рішення про надання кредитів та гарантій при залученні коштів встановленні відсоткових ставок. Оперативне керівництво здійснюють президент і п'ять його заступників.

## Історія
Європейський інвестиційний банк був заснований у 1958 р., коли набув чинності Римський договір. На початку свого існування був розташований у Брюсселі, де й більшість інших панєвропейських установ, та налічував 66 працівників. У 1968 штабквартира була переміщена до Люксембурга, де й залишається. У 1999 році в ньому було понад 1000 співробітників, а в 2012 році вже понад 2000.
Група ЄІБ була утворена в 2000 році, до складу якої входять ЄІБ та Європейський інвестиційний фонд (ЄІФ/EIF), група венчурного капіталу ЄС, яка забезпечує фінанси та гарантії для малих та середніх підприємств (МСП). ЄІБ є мажоритарним акціонером ЄІФ з 62 % акцій. У 2012 році був створений Інститут ЄІБ з метою просування «Європейських ініціатив задля загального блага» в державах-членах ЄС та країнах-кандидатах та потенційних кандидатах, а також країнах ЄАВТ.
Загальний підписаний капітал Банку в 2012 році становив 232 мільярди євро. Капітал ЄІБ був практично подвоєний між 2007 та 2009 роками у відповідь на фінансову кризу. Глави урядів ЄС погодились збільшити внесений капітал на 10 мільярдів євро в червні 2012 року.
У 2019 році, ЄІБ підписав угод на 63,3 мільярди євро, з яких 7,9 мільярдів припадали на країни, що не є членами ЄС.

### Кліматичний банк
14 листопада 2019 року ЄІБ оголосив, що припинить фінансування нових, неослаблених проєктів викопного палива з кінця 2021 року, включаючи припинення фінансування проєктів пов'язаних із природним газом. Поточні проєкти, такі як Трансадріатичний трубопровід, не зачіпатимуть.
Банк оголосив про намір «підтримати 1 трлн євро інвестицій, пов'язаних з кліматом», у «найближчі роки». Приклади запланованих витрат включають Фонд справедливого переходу, який «фінансує до 75 % таких проєктів, як реконверсія вугілльних шахт» у вуглезалежних регіонах.
За словами президента банка, ця оновлена стратегія буде стосуватися й України.

## EIB в Україні
Україна та Європейський інвестиційний банк (ЄІБ) на полях саміту Україна-ЄС у Брюсселі підписали угоду про виділення позики на  €75 млн для реалізації проєкту «Підвищення безпеки автомобільних доріг у містах України».
Європейський інвестиційний банк (ЄІБ) направив на розвиток малого та середнього бізнесу в Україні €1,5 млрд.
У грудні 2019 EIB відкрив новий офіс у Києві.
У 2020 році EIB профінансувало будівництво автошляхів в Україні на 450 млн євро.